# Lingua nambya
La lingua nambya (nome nativo chinambya) è una lingua bantu dell'Africa meridionale.
Il nambya appartiene al sottogruppo delle lingue shona delle lingue bantu; ha affinità con altre lingue del gruppo come il kalanga. Alcuni parlanti sono bilingui, specialmente con lo ndebele.
Secondo dati del 2000, il nambya viene parlato da circa 105.000 persone stanziate principalmente nello Zimbabwe occidentale (90.000 parlanti) e nel Botswana nordorientale.